# 古爾峰
47°47′16″N 13°08′21″E / 47.78784°N 13.13905°E

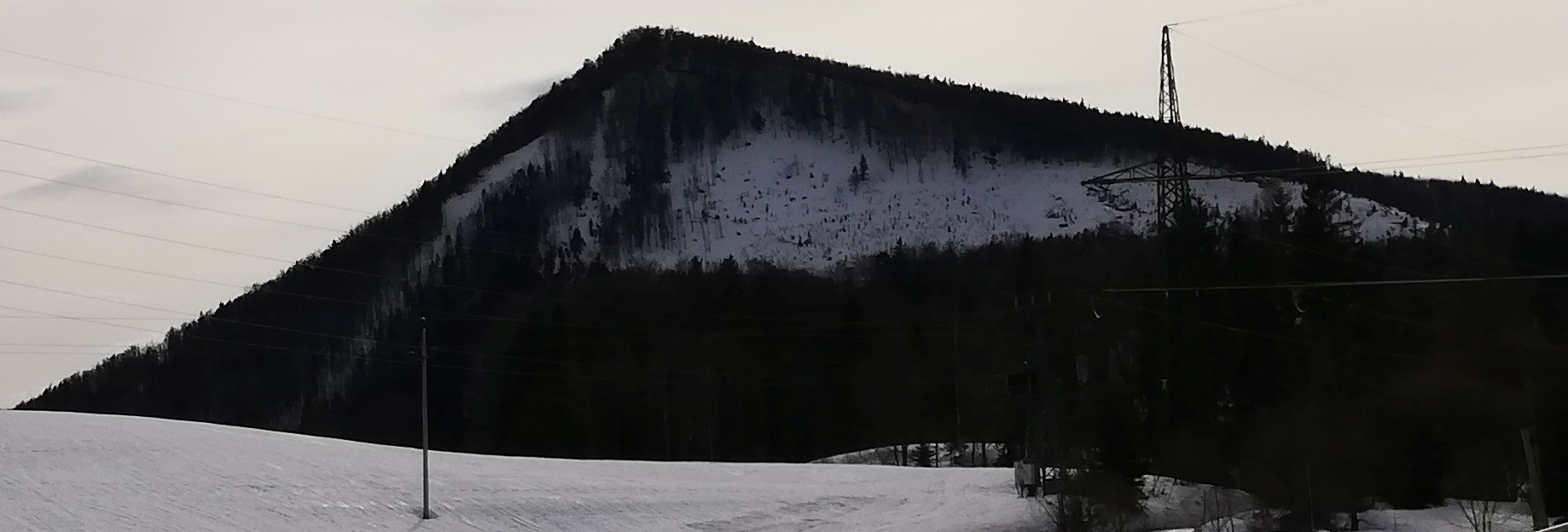

古爾峰（德語：Gurlspitze），是奧地利的山峰，位於該國中部，由薩爾茨堡州負責管轄，屬於薩爾茲卡默古特山脈的一部分，距離蓋斯貝格山2.3公里，海拔高度1,158米，每年平均降雨量1,894毫米。